# Lijst van nummer 1-dvd's in de Nederlandse Muziek DVD Top 30 in 2003
Deze lijst geeft de charts weer van GfK Dutch Charts in de categorie Music DVD Top 30 van 2003.
| Nummer | Datum        | Artiest            | Titel                                       |
| ------ | ------------ | ------------------ | ------------------------------------------- |
| 16     | 4 januari    | Marco Borsato      | Onderweg – Live in de Kuip                  |
|        | 11 januari   | Marco Borsato      | Onderweg – Live in de Kuip                  |
|        | 18 januari   | Marco Borsato      | Onderweg – Live in de Kuip                  |
|        | 25 januari   | Marco Borsato      | Onderweg – Live in de Kuip                  |
|        | 1 februari   | Marco Borsato      | Onderweg – Live in de Kuip                  |
| 17     | 8 januari    | Various Artists    | Idols – De Audities                         |
|        | 15 januari   | Various Artists    | Idols – De Audities                         |
|        | 22 januari   | Various Artists    | Idols – De Audities                         |
| 18     | 1 maart      | Marco Borsato      | Onderweg – Live in de Kuip                  |
| 19     | 8 maart      | Various Artists    | Idols – De Audities                         |
| 20     | 15 maart     | Robbie Williams    | Live At The Albert                          |
|        | 22 maart     | Robbie Williams    | Live At The Albert                          |
|        | 29 maart     | Robbie Williams    | Live At The Albert                          |
| 21     | 5 april      | Kane               | Live In Rotterdam                           |
|        | 12 april     | Kane               | Live In Rotterdam                           |
|        | 19 april     | Kane               | Live In Rotterdam                           |
| 21     | 26 april     | Various Artists    | Idols Greatest Moments                      |
| 22     | 5 mei        | Robbie Williams    | The Robbie Williams Show                    |
| 23     | 10 mei       | Paul McCartney     | Back In The U.S. – Concert Film             |
| 24     | 17 mei       | K3                 | Toveren Tour                                |
|        | 24 mei       | K3                 | Toveren Tour                                |
| 25     | 31 mei       | Hans Teeuwen       | Dat Dan Weer Wel                            |
|        | 7 juni       | Hans Teeuwen       | Dat Dan Weer Wel                            |
|        | 14 juni      | Hans Teeuwen       | Dat Dan Weer Wel                            |
| 26     | 21 juni      | Queen              | Queen Live at Wembley Stadium               |
|        | 28 juni      | Queen              | Queen Live At Wembly Stadium                |
|        | 5 juli       | Queen              | Queen Live At Wembly Stadium                |
|        | 12 juli      | Queen              | Queen Live At Wembly Stadium                |
|        | 19 juli      | Queen              | Queen Live At Wembly Stadium                |
|        | 27 juli      | Queen              | Queen Live At Wembly Stadium                |
|        | 2 augustus   | Queen              | Queen Live at Wembley Stadium               |
|        | 9 augustus   | Queen              | Queen Live at Wembley Stadium               |
|        | 16 augustus  | Queen              | Queen Live at Wembley Stadium               |
|        | 23 augustus  | Queen              | Queen Live at Wembley Stadium               |
|        | 30 augustus  | Queen              | Queen Live at Wembley Stadium               |
| 27     | 6 september  | The Rolling Stones | Live At The Max                             |
| 28     | 13 september | André Hazes        | 25 jaar Hazes – Live in de Amsterdam Arena  |
| 29     | 20 september | Queen              | Queen Live At Wembly Stadium                |
|        | 27 september | Queen              | Queen Live At Wembly Stadium                |
| 30     | 4 oktober    | André Hazes        | 25 jaar Hazes – Live in de Amsterdam Arena  |
| 31     | 11 oktober   | Tiësto             | In Concert                                  |
|        | 18 oktober   | Tiësto             | In Concert                                  |
|        | 25 oktober   | Tiësto             | In Concert                                  |
|        | 1 november   | Tiësto             | In Concert                                  |
|        | 8 november   | Tiësto             | In Concert                                  |
|        | 15 november  | Tiësto             | In Concert                                  |
| 32     | 22 november  | Coldplay           | Live 2003                                   |
| 33     | 29 november  | U2                 | Go Home – Live From Slane Castle            |
| 34     | 6 december   | Robbie Williams    | What We Did Last Summer – Live At Knebworth |
|        | 13 december  | Robbie Williams    | What We Did Last Summer – Live At Knebworth |
|        | 20 december  | Robbie Williams    | What We Did Last Summer – Live At Knebworth |
|        | 27 december  | Robbie Williams    | What We Did Last Summer – Live At Knebworth |

2002 ·
2003 ·
2004 ·
2005 ·
2006 ·
2007 ·
2008 ·
2009 ·
2010 ·
2011 ·
2012 ·
2013 ·
2013 ·
2015 ·
2016 ·
2017 ·
2018 ·
2019
- Nederland (Top 40)
- Nederland (Single Top 100)
- Nederland (3FM Mega Top 50)
- Nederland (DVD Top 30)
- Vlaanderen (Radio 2 Top 30)
- Vlaanderen (Ultratop 50)
- Vlaanderen (Top 30 van Ultratop)
- Wallonië
- Australië
- Denemarken
- Duitsland
- Frankrijk
- Italië
- Noorwegen
- Oostenrijk
- Verenigd Koninkrijk
- Verenigde Staten (Hot 100)
- Zwitserland